# Kaldvåg
Kaldvåg est une localité du comté de Nordland, en Norvège.

## Géographie
Administrativement, Kaldvåg fait partie de la kommune de Hamarøy.